# 孫璽 (正德進士)
孫璽（1474年—1544年），字朝信，號峯溪，浙江嘉兴府平湖縣人，明朝政治人物。

## 生平
治《書經》，弘治十四年（1501年）由國子生中式辛酉科浙江鄉試第十五名舉人，正德三年（1508年）戊辰科第三甲第一百四十八名進士。授兴化县知县，轉扬州府同知，赈济饥荒，救活人口万计。改任南京宗人府经历，尋丁外艱，服除，嘉靖五年（1526年）八月升山东按察司佥事，提督京畿屯餉，調雲南僉事，分巡洱海道，升山西參議，未上任，十三年正月以云南巡抚顾应祥弹劾巡按御史杨东事降一级，为山西大同佥事，十四年入京朝觐，以年老罢归。归家後十年去世，享年七十一。

## 家族
曾祖孫樂農。祖父孫忠。父孫軒，封宗人府经历。母张氏，贈宜人。具庆下，行三，兄壅、璧、弟珮。